# ジョーティバー・ラーオ・シンディア
ジョーティバー・ラーオ・シンディア（Jyotiba Rao Scindia, 1726年 - 1760年1月）は、インドのマラーター同盟、シンディア家の一員。

## 生涯
1726年、シンディア家の当主ラーノージー・ラーオ・シンディアの3男として生まれた。
1742年には弟のマハーダージー・シンディアとともにニザーム王国との戦いに参加するなど、しばしばマラーター側での活動が確認されている。
1760年1月、ジョーティバー・ラーオはラージャスターン地方、ディーグ付近クンベルで死亡した。